# Joenoststadion (Armavir)
Het Joenoststadion (Russisch: Юность) is een multifunctioneel stadion in Armavir, een plaats in Rusland. 
Het stadion wordt vooral gebruikt voor voetbalwedstrijden, de voetbalclub FC Armavir maakt gebruik van dit stadion. In het stadion is plaats voor 5.700 toeschouwers. Het stadion werd geopend in 1925 en gerenoveerd in 2007. In het stadion ligt een grasveld van 104 bij 68 meter.